# Dance the Night Away
"Dance the Night Away" is een nummer van de Amerikaanse band The Mavericks. Het nummer werd uitgebracht op hun album Trampoline uit 1998. Op 10 maart van dat jaar werd het nummer uitgebracht als de tweede single van het album.

## Achtergrond
"Dance the Night Away" is geschreven door zanger Raúl Malo en geproduceerd door Malo en Don Cook. Hoewel The Mavericks bekend staan om het spelen van countrymuziek, zijn er in dit nummer veel meer invloeden uit de popmuziek merkbaar, waardoor het niet echt als een countrynummer klinkt. Op 10 maart 1998 werd het nummer uitgebracht als single in de Verenigde Staten, waar het de Billboard Hot 100 niet wist te halen, maar wel tot plaats 63 in de countrylijsten kwam. Op 20 april van dat jaar kwam het tevens uit als single in Europa, waar het in Ierland tot de negende plaats kwam, terwijl in het Verenigd Koninkrijk de vierde plaats werd behaald. In Nederland kwam de single respectievelijk tot de plaatsen 23 en 25 in de Top 40 en de Mega Top 100.
In de videoclip van "Dance the Night Away" speelt de band het nummer in een supermarkt. De bandleden zijn te zien op de beveiligingscamera's en staan allemaal op een andere plek in de winkel. De bewaker ziet de band op de camera's en zoekt hen overal in de winkel, maar geeft het uiteindelijk op.

## Hitnoteringen

### Nederlandse Top 40
| Hitnotering: 18-07-1998 t/m 05-09-1998 | Hitnotering: 18-07-1998 t/m 05-09-1998 | Hitnotering: 18-07-1998 t/m 05-09-1998 | Hitnotering: 18-07-1998 t/m 05-09-1998 | Hitnotering: 18-07-1998 t/m 05-09-1998 | Hitnotering: 18-07-1998 t/m 05-09-1998 | Hitnotering: 18-07-1998 t/m 05-09-1998 | Hitnotering: 18-07-1998 t/m 05-09-1998 | Hitnotering: 18-07-1998 t/m 05-09-1998 | Hitnotering: 18-07-1998 t/m 05-09-1998 |
| Week                                   | 1                                      | 2                                      | 3                                      | 4                                      | 5                                      | 6                                      | 7                                      | 8                                      |                                        |
| -------------------------------------- | -------------------------------------- | -------------------------------------- | -------------------------------------- | -------------------------------------- | -------------------------------------- | -------------------------------------- | -------------------------------------- | -------------------------------------- | -------------------------------------- |
| Positie                                | 39                                     | 30                                     | 26                                     | 23                                     | 26                                     | 32                                     | 34                                     | 39                                     | uit                                    |

### Mega Top 100
| Hitnotering week 1 t/m 10: 07-03-1998 t/m 09-05-1998 Hitnotering week 11 t/m 25: 27-06-1998 t/m 03-10-1998 | Hitnotering week 1 t/m 10: 07-03-1998 t/m 09-05-1998 Hitnotering week 11 t/m 25: 27-06-1998 t/m 03-10-1998 | Hitnotering week 1 t/m 10: 07-03-1998 t/m 09-05-1998 Hitnotering week 11 t/m 25: 27-06-1998 t/m 03-10-1998 | Hitnotering week 1 t/m 10: 07-03-1998 t/m 09-05-1998 Hitnotering week 11 t/m 25: 27-06-1998 t/m 03-10-1998 | Hitnotering week 1 t/m 10: 07-03-1998 t/m 09-05-1998 Hitnotering week 11 t/m 25: 27-06-1998 t/m 03-10-1998 | Hitnotering week 1 t/m 10: 07-03-1998 t/m 09-05-1998 Hitnotering week 11 t/m 25: 27-06-1998 t/m 03-10-1998 | Hitnotering week 1 t/m 10: 07-03-1998 t/m 09-05-1998 Hitnotering week 11 t/m 25: 27-06-1998 t/m 03-10-1998 | Hitnotering week 1 t/m 10: 07-03-1998 t/m 09-05-1998 Hitnotering week 11 t/m 25: 27-06-1998 t/m 03-10-1998 | Hitnotering week 1 t/m 10: 07-03-1998 t/m 09-05-1998 Hitnotering week 11 t/m 25: 27-06-1998 t/m 03-10-1998 | Hitnotering week 1 t/m 10: 07-03-1998 t/m 09-05-1998 Hitnotering week 11 t/m 25: 27-06-1998 t/m 03-10-1998 | Hitnotering week 1 t/m 10: 07-03-1998 t/m 09-05-1998 Hitnotering week 11 t/m 25: 27-06-1998 t/m 03-10-1998 | Hitnotering week 1 t/m 10: 07-03-1998 t/m 09-05-1998 Hitnotering week 11 t/m 25: 27-06-1998 t/m 03-10-1998 | Hitnotering week 1 t/m 10: 07-03-1998 t/m 09-05-1998 Hitnotering week 11 t/m 25: 27-06-1998 t/m 03-10-1998 | Hitnotering week 1 t/m 10: 07-03-1998 t/m 09-05-1998 Hitnotering week 11 t/m 25: 27-06-1998 t/m 03-10-1998 | Hitnotering week 1 t/m 10: 07-03-1998 t/m 09-05-1998 Hitnotering week 11 t/m 25: 27-06-1998 t/m 03-10-1998 |
| Week | 1 | 2 | 3 | 4 | 5 | 6 | 7 | 8 | 9 | 10 | | 11 | 12 | 13 |
| --- | --- | --- | --- | --- | --- | --- | --- | --- | --- | --- | --- | --- | --- | --- |
| Positie | 96 | 70 | 69 | 73 | 75 | 79 | 84 | 79 | 92 | 100 | uit | 77 | 56 | 49 |
| Week | 14 | 15 | 16 | 17 | 18 | 19 | 20 | 21 | 22 | 23 | 24 | 25 | | |
| Positie | 41 | 28 | 25 | 30 | 30 | 31 | 38 | 39 | 48 | 53 | 62 | 84 | uit | |

### NPO Radio 2 Top 2000
| Nummer met noteringen in de NPO Radio 2 Top 2000 | '99 | '00 | '01 | '02 | '03 | '04  | '05 | '06  | '07  | '08  | '09  | '10  | '11  | '12  | '13  | '14  | '15  | '16  |
| ------------------------------------------------ | --- | --- | --- | --- | --- | ---- | --- | ---- | ---- | ---- | ---- | ---- | ---- | ---- | ---- | ---- | ---- | ---- |
| Dance the Night Away                             | 896 | 947 | 988 | 776 | 864 | 1151 | 960 | 1070 | 1121 | 1021 | 1369 | 1040 | 1182 | 1091 | 1226 | 1371 | 1528 | 1877 |

1. ↑  Een vetgedrukt getal geeft de hoogste notering aan.
2. ↑  Deze tabel is bijgewerkt tot en met de laatste editie (2024).

### Evergreen Top 1000
| Evergreen Top 1000 "Dance The Night Away - Mavericks" | Evergreen Top 1000 "Dance The Night Away - Mavericks" | Evergreen Top 1000 "Dance The Night Away - Mavericks" | Evergreen Top 1000 "Dance The Night Away - Mavericks" | Evergreen Top 1000 "Dance The Night Away - Mavericks" | Evergreen Top 1000 "Dance The Night Away - Mavericks" | Evergreen Top 1000 "Dance The Night Away - Mavericks" | Evergreen Top 1000 "Dance The Night Away - Mavericks" | Evergreen Top 1000 "Dance The Night Away - Mavericks" | Evergreen Top 1000 "Dance The Night Away - Mavericks" | Evergreen Top 1000 "Dance The Night Away - Mavericks" | Evergreen Top 1000 "Dance The Night Away - Mavericks" | Evergreen Top 1000 "Dance The Night Away - Mavericks" | Evergreen Top 1000 "Dance The Night Away - Mavericks" | Evergreen Top 1000 "Dance The Night Away - Mavericks" | Evergreen Top 1000 "Dance The Night Away - Mavericks" | Evergreen Top 1000 "Dance The Night Away - Mavericks" |
| Jaar                                                  | 2008                                                  | 2009                                                  | 2010                                                  | 2011                                                  | 2012                                                  | 2013                                                  | 2014                                                  | 2015                                                  | 2016                                                  | 2017                                                  | 2018                                                  | 2019                                                  | 2020                                                  | 2021                                                  | 2022                                                  | 2023                                                  |
| ----------------------------------------------------- | ----------------------------------------------------- | ----------------------------------------------------- | ----------------------------------------------------- | ----------------------------------------------------- | ----------------------------------------------------- | ----------------------------------------------------- | ----------------------------------------------------- | ----------------------------------------------------- | ----------------------------------------------------- | ----------------------------------------------------- | ----------------------------------------------------- | ----------------------------------------------------- | ----------------------------------------------------- | ----------------------------------------------------- | ----------------------------------------------------- | ----------------------------------------------------- |
| Positie                                               | -                                                     | -                                                     | -                                                     | -                                                     | -                                                     | -                                                     | -                                                     | -                                                     | 622                                                   | 460                                                   | 319                                                   | 366                                                   | 209                                                   | 314                                                   | 408                                                   | 376                                                   |